# 宛平街道
宛平街道，即原宛平城地区，是中华人民共和国北京市丰台区下辖的一个街道办事处，行政区划代码110106014。

## 历史沿革
1990年7月，丰台区设立宛平城地区办事处。宛平城地区与北京市卢沟桥文化旅游区办事处合署办公，最初为旅游管理区性质。辖区与原卢沟桥地区部分重合。
宛平城地区虽然名为地区办事处，但不同于一般的介于乡镇与街道办事处的地区办事处，而更类似于街道办事处，在民政部所编的《中华人民共和国乡镇行政区划简册》中也都和街道办事处并列，由民政部赋予的行政区划代码也与其他街道办事处保持一致，在一些资料中直接以宛平城街道的名称体现。
2002年11月，北京市人民政府批准将老庄子乡并入宛平城地区。
2020年12月，根据北京市民政局《关于同意丰台区部分行政区划变更的批复》（京民划函〔2020〕189号），撤销宛平城地区办事处，设立宛平街道办事处。将原卢沟桥乡卢沟桥村划入宛平街道，调整后辖区边界不变。宛平街道办事处驻垂虹街7号。

## 行政区划
宛平城地区共辖9个社区、3个行政村，分别是：
宛平城社区、城南社区、晓月苑社区、老庄子社区、晓月苑第二社区、沸城社区、城南第二社区、景园社区、宛平城东关社区、永合庄村、北天堂村、卢沟桥村